# Авенир
 Тази статия е за библейския военачалник.  За историческия вестник в Солун вижте Авенир (вестник).  
Авенир (на иврит: אַבְנֵר) е израилски военачалник от XI век пр. Хр.
Братовчед на първия цар на Израил Саул, Авенир се споменава неколкократно в Стария завет като командващ негови армии. След смъртта на Саул той признава за негов наследник Иевостей и известно време воюва с обявилия се за цар на Юдея Давид, но след това влиза в конфликт с Иевостей и преминава на страната на Давид. Малко след това е убит от Иоав, един от приближените на Давид.[2Цар. 3:6 – 37]